# Stargazer Records
Stargazer Records ist ein deutsches Musiklabel mit Sitz in Wuppertal. Es wurde 2009 von Isabel Parzich gegründet, die zuvor in einem Plattenladen arbeitete, um dann die Seiten zu wechseln. Stilistisch bewegt sich die Bandbreite ihres Labels zwischen Alternative Rock und Indie-Rock bis hin zu Singer-Songwriter. Der Vertrieb findet über Broken Silence statt.

## Veröffentlichungen (Auswahl)
- Pele Caster – Theater des Absurden (2017)
- The Great Bertholinis – Brothers & Devils (2014)
- Bring the Mourning On – Going Going Gone (2011)
- Gregor McEwan – From A to Beginning (2018)
- Gods Will Be Done – The Book of Blood (2009)
- If They Ask Tell Them We’re Dead – Rivulet Moan (2013)
- Kingsfoil – A Beating Heart Is a Bleeding Heart (2013)
- Mirja Klippel – Slow Coming Alive (2021)
- Pillow Queens – In Waiting (2020)
- Adda Schade – Rote Boje (2010)
- Schreng Schreng & La La – The Cool Song (EP, 2011)
- Marius Ziska – Recreation (2013)